# David Hobbs
David Hobbs, (n. 9 iunie 1939) este un fost pilot englez de Formula 1.
1. ↑  David Hobbs